# 名鉄安城支線
安城支線（あんじょうしせん）は、愛知県安城市の南安城駅から国鉄（現・JR東海）安城駅までを結んでいた名古屋鉄道（名鉄）の鉄道路線で、西尾線の支線である。

## 路線データ
- 路線距離（営業キロ）：全長1.1 km[2]
- 軌間：1,067 mm[2]
- 駅数：2駅（起終点駅含む）[2]
- 複線区間：なし（全線単線）[3]
- 電化区間：全線（直流1,500 V）[2]

## 歴史
現在の西尾線新安城駅 - 西尾駅間を建設した碧海電気鉄道（碧電）が、日中戦争時の鉄道貨物輸送のため東海道本線との連絡を図って碧電線南安城 - 省線安城間に支線を建設し、1939年（昭和14年）12月25日より貨物営業を開始した。省線安城駅に隣接して設置された碧電の貨物駅の名称は新安城駅であった。
1944年（昭和19年）3月1日に碧電が名古屋鉄道（名鉄）に吸収合併されると旧・碧電線は全線が碧西線となり、さらに1948年（昭和23年）5月16日の路線名改定で西尾線に改称すると、南安城 - 新安城間は西尾線の安城支線となった。
その後、1950年（昭和25年）の第5回国民体育大会（愛知国体）で安城町がソフトボールの会場となったことから、同年10月28日から5日間のみ臨時旅客輸送を実施した。これがきっかけとなり、翌年3月21日から正式に旅客営業を開始した。旅客営業開始に伴い新安城駅は安城駅に改称され国鉄との共同使用駅となり、駅業務は国鉄に委託された。
しかし、安城支線の旅客需要は通勤・通学輸送が主で昼間は閑散としており、また名鉄も自社線による対名古屋輸送を重視し、同線による国鉄連絡には消極的で、列車運行も線内折り返しのみで運行本数も少なかった。そのため、1960年（昭和35年）3月27日に西尾線と同時に昇圧こそされたものの、貨物輸送量も減少していたことからバス化の対象となり、翌1961年（昭和36年）7月30日に廃止された。

### 年表
- 1939年（昭和14年）12月25日 - 碧海電気鉄道が南安城駅 - 新安城駅間を貨物支線として開業[5][注釈 1]。
- 1944年（昭和19年）3月1日 - 名古屋鉄道が碧海電気鉄道を吸収合併し、碧西線の一部となる[6]。
- 1948年（昭和23年）5月16日 - 碧西線が西尾線に改称され、南安城駅 - 新安城駅間はその安城支線となる[7][1]。
- 1950年（昭和25年）10月28日 - 愛知国体の観客輸送のため同年11月1日まで旅客営業[10]。
- 1951年（昭和26年）3月21日 - 旅客営業開始[10]。新安城駅を安城駅に改称し国鉄と共同使用駅となる[7]。
- 1960年（昭和35年）3月27日 - 架線電圧を1,500 Vに昇圧[6]。
- 1961年（昭和36年）7月30日 - 廃止[6]。

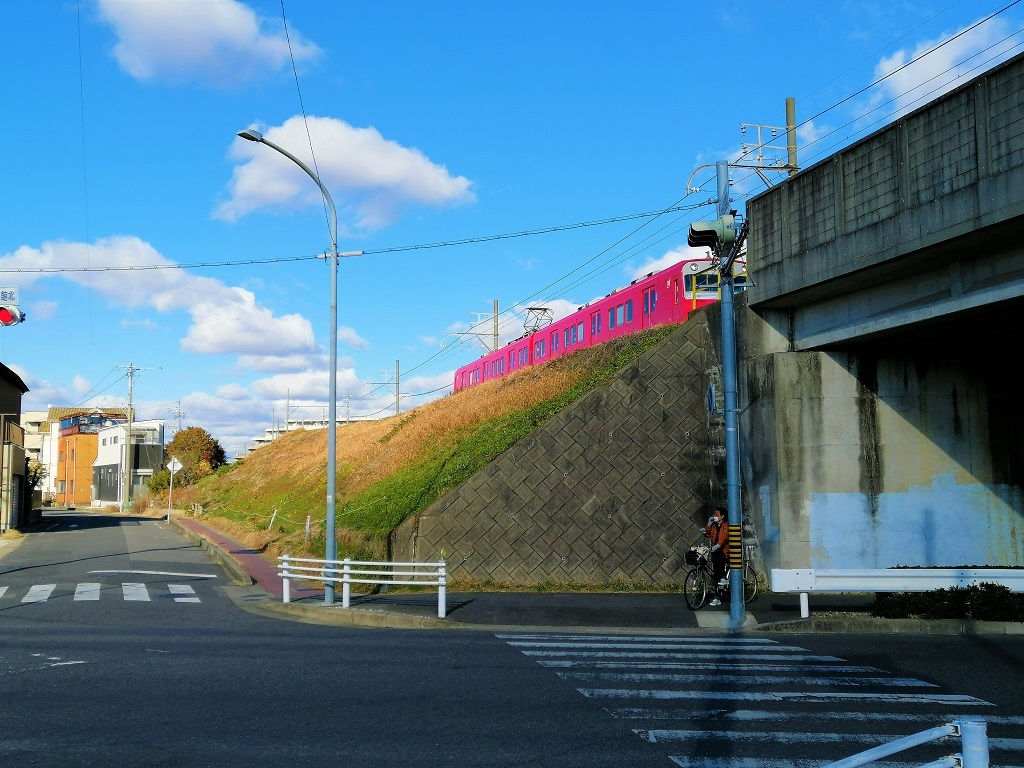
安城支線跡地（左側の道路）
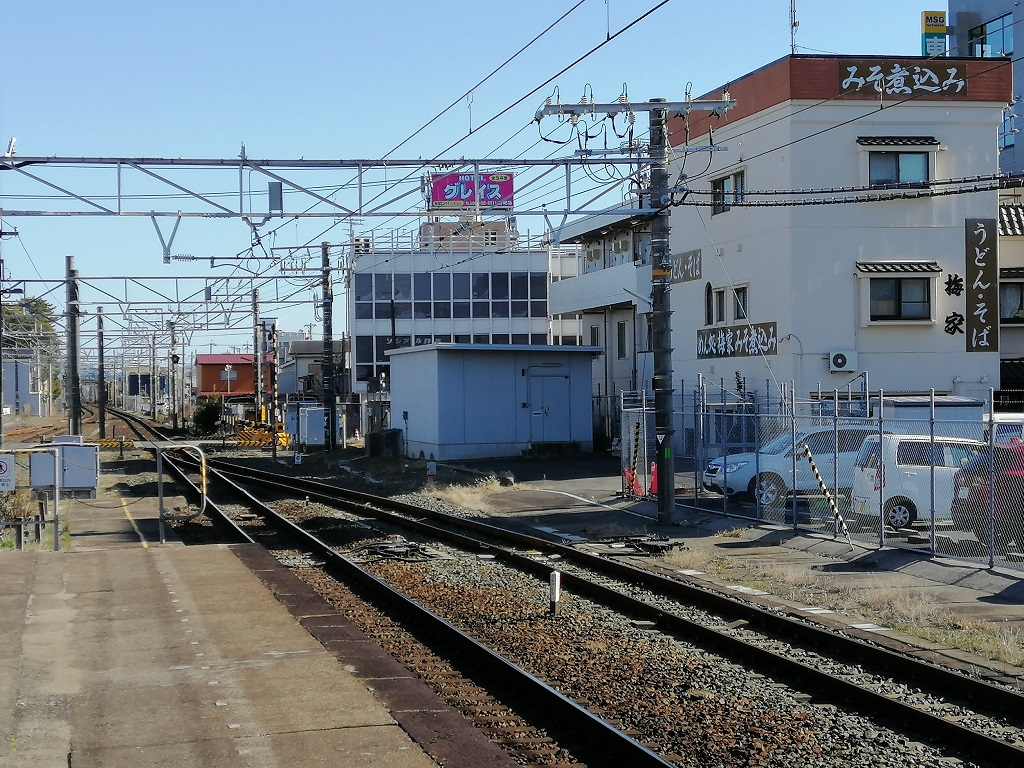
安城支線が分岐していたJR安城駅 南東地点

## 配線図
| ← 今村 方面                                                                                                | 安城支線 構内配線略図（1957年） | → 西尾 方面 |
| 凡例 出典: 清水武、田中義人『名古屋鉄道車両史 下巻』 アルファベータブックス、2019年。ISBN 978-4865988482。 |                                 |             |

## 運行形態
1960年（昭和35年）1月当時の南安城駅 - 安城駅間の所要時間は約4分。列車は全て線内折返し運転であった。貨物との混合列車運用も行われた。
安城支線の運転は西尾乗務区の担当であったが、末期は南安城駅の構内運転士によって運行されることもあった。

### 時刻表
| 時 | 7     | 8     | 9     | 10 | 11    | 12 | 13 | 14 | 15 | 16 | 17    | 18    | 19 | 20       | 21 | 22 | 23 |
| -- | ----- | ----- | ----- | -- | ----- | -- | -- | -- | -- | -- | ----- | ----- | -- | -------- | -- | -- | -- |
| 分 | 29 58 | 13 28 | 03 58 |    | 02 58 | 58 | 58 |    |    |    | 00 28 | 01 26 | 27 | 03 28 58 |    |    |    |

## 車両
貨物線として開業した当初は電気機関車や電車が貨車を牽引していた。1941年（昭和16年）に名鉄が三河鉄道を合併すると同社200形（旧・岡崎電気軌道200形）がモ460形となって碧西線に回され、安城支線で使われることもあった。1943年（昭和18年）には一度除籍された元貴賓車・トク2号を再整備・復籍したモ40形（1948年にモ85形に改番）が投入されて貨車牽引に用いられたほか、旅客営業開始後は安城支線専用車として運用された。モ85形は混合列車運用もこなし、有蓋車4、5両を牽引した。
モ85形は1,500 V昇圧時に廃車となり、以後はモ1080形（元・三河鉄道デ100形）などの木造車が投入された。
貨物輸送に使用された電気機関車は600 V時代はデキ360形、1,500 V時代はデキ370形であった。

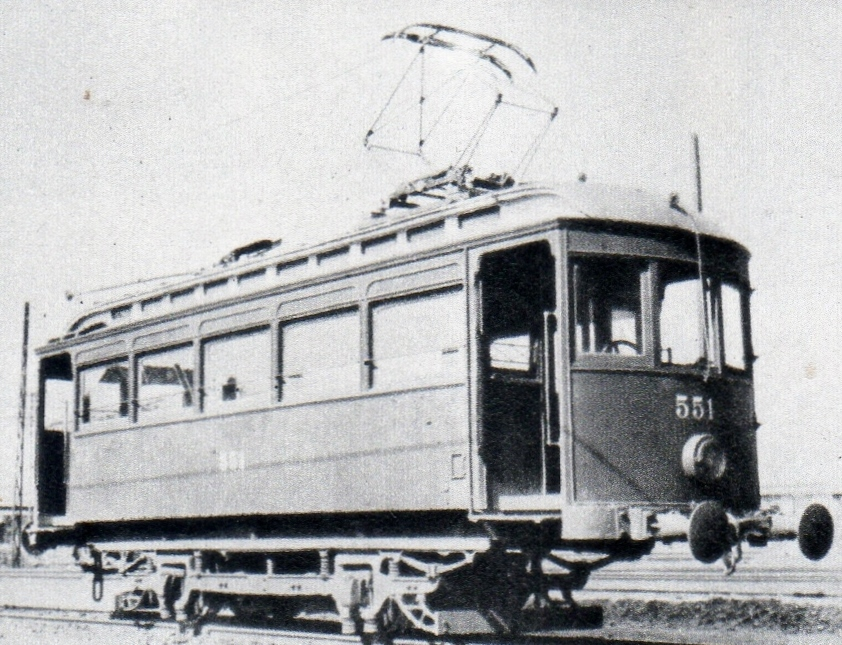
モ40形／モ85形 (写真は除籍前のデシ550形時代)
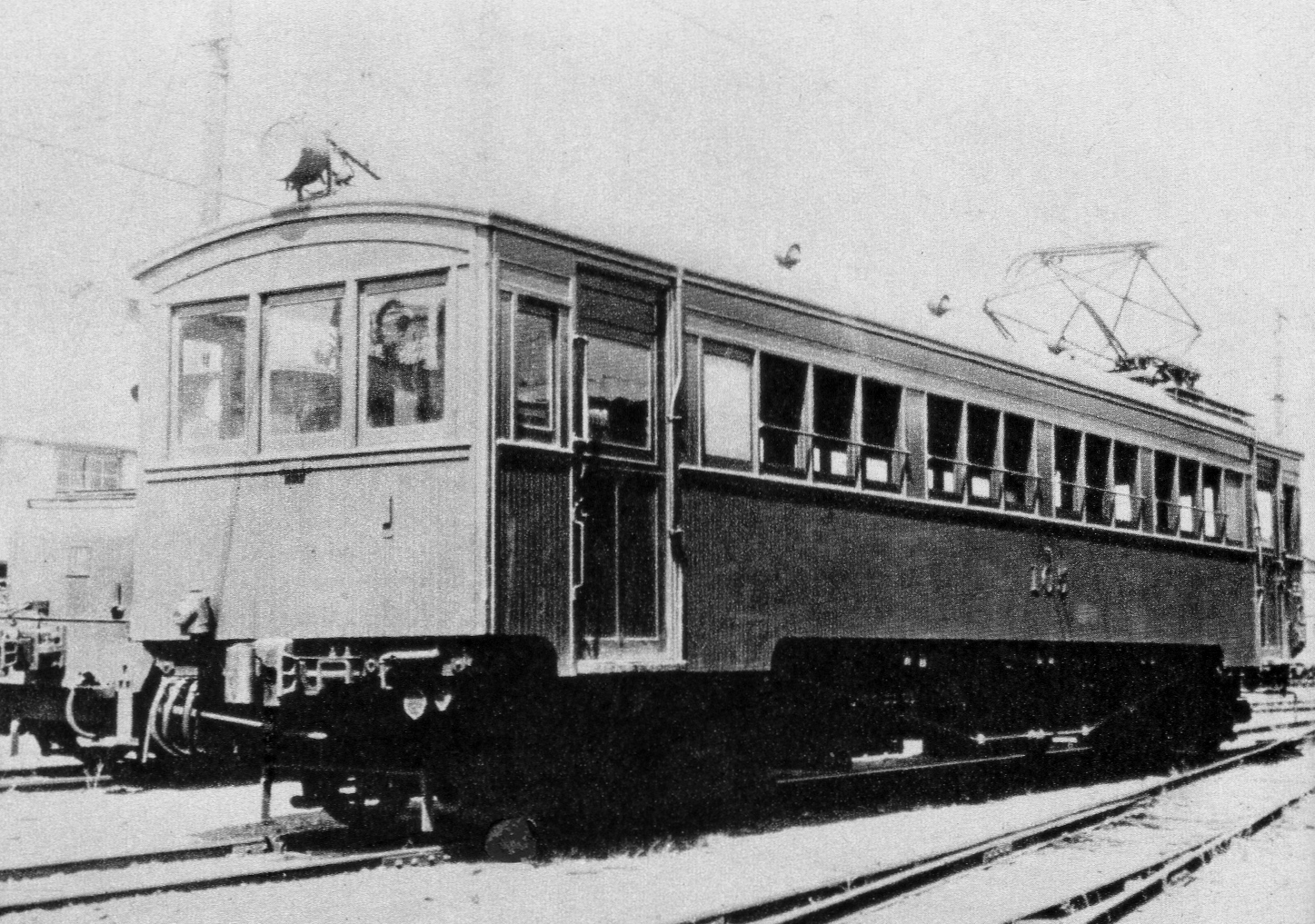
モ1080形 (写真は三河鉄道デ100形時代)

## 駅一覧
- 廃止時点[2]。
- 全駅愛知県安城市に所在。

| 駅名     | 営業 キロ | 接続路線                 |
| -------- | --------- | ------------------------ |
| 南安城駅 | 0.0       | 名古屋鉄道：西尾線       |
| 安城駅   | 1.1       | 日本国有鉄道：東海道本線 |